# Distrito de Catache
El Distrito de Catache es uno de los once que conforman la Provincia de Santa Cruz, del Departamento de Cajamarca, bajo la administración del Gobierno Regional de Cajamarca, en el norte central del Perú.
Desde el punto de vista jerárquico de la Iglesia católica forma parte de la Diócesis de Chiclayo, sufragánea de la Arquidiócesis de Piura.

## Historia
El distrito se crea como parte de la Provincia de Santa Cruz, creada mediante Decreto Ley N° 11328 del 21 de abril de 1950, en el gobierno del Presidente Manuel Odría.

### Significado de catache
hemos trajinado bastante en busca del significado del vocablo catache, y no hemos podido obtener un resultado científico. Después de todo esto, de las fuentes orales obtuvimos lo siguiente
- Primera Versión.- Catache significa "Piedra Pizarra" relacionándolo con las piedras de color negro que hay en el lugar denominado las pizarras cerca del pueblo y que estas piedras toman la forma de pequeñas pizarras, que con la recepción de los rayos del sol que en esta zona son fuertes producen fuerte calor alcanzando esta en el valle de catache es decir "Piedras Pizarras Calientes",.
- Segunda Versión.- Catache nos dicen nuestros mayores viene del término "catacherrumi"  que significa "Piedra Caliente", al parecer tiene razón porque al asociarlo con el fuerte sol que cae sobre este valle de piedras y encerrado entre grandes cerros; produce un clima caluroso agradable exento del frío intenso de la sierra.
- Tercera Versión.- Catache significa "sonido de caída de montón de piedras "en la siguiente forma: las piedras al caer en su trayecto chocan unas con otras y producen calor y hasta chispas y cuando forman un montón en su última caída sean chicas o grandes especialmente producen un sonido; generalmente en esta forma: "Caj" un sonido ,"Taj" otro sonido y "chej" otro sonido y "Chej" otro sonido y los antiguos pobladores iban remedando estos sonidos de su lenguaje, hasta que lo juntaron estos tres de la mejor manera, obteniendo por lo tanto la palabra o vocablo "Catache" que como decimos antes, es "SONIDO DE MONTÓN DE PIEDRAS CALIENTES" . (M.F.M.G).

## Geografía
El distrito tiene una extensión de 609,16 kilómetros cuadrados. El distrito abarca el 67% del territorio. 
- sus viviendas o chosas: el horcón ha quedado para la historia como el símbolo de la construcción de las viviendas o chozas de aquellas familias que hasta nuestros días en lugares rurales se usa el horcón , utilizando la quincha ya sea con carrizos o palos delgados que al poder terminarlas por su desidia, lo completaban lo que hoy llamamos paredes, con ramas de faique, canaquiles y/u otro arbusto que tenía espinas.

### Centros poblados
Existen 46 caseríos y 24 anexos. Su principal intercambio comercial es con la ciudad de Chiclayo. que se encuentra  a  dos horas en vehículo, lugares turísticos como PORO PORO, la vía es asfaltada, esperamos su visita.

## Población
El distrito tiene una población aproximada de 10 000 habitantes. 

## Autoridades

### Municipales
- 2019 - 2022[3]
  - Alcalde: Helmer Villoslada Montero, de Alianza para el Progreso.
  - Regidores:

  1. Ever Santa Cruz Malca (Alianza para el Progreso)
  2. Eldon Francis Mera Gonzales (Alianza para el Progreso)
  3. José Joel Lozano Rojas (Alianza para el Progreso)
  4. Katherin Basila Villegas Ramírez (Alianza para el Progreso)
  5. Jaime Dimas Herrera Fernández (Cajamarca Siempre Verde)

Alcaldes anteriores
- 2011 - 2014:[4] Américo Gustavo Monteza Villegas, del Movimiento de Afirmación Social (MAS).
- 2007 - 2010: Luis Gonzaga Bravo Quiroz.

### Policiales
- Comisario:  PNP.

SB PNP LENIN VLADIMIR PEREZ DEZA